# Avatha garthei
Avatha garthei là một loài bướm đêm trong họ Erebidae.